# 星野立子

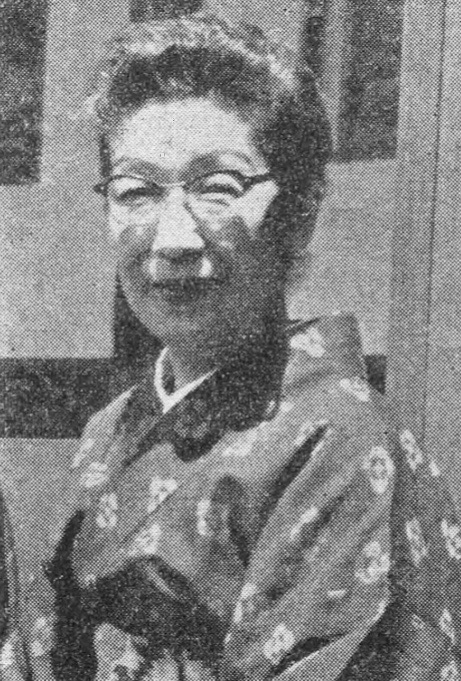
星野立子（1959年）

星野 立子（ほしの たつこ、1903年（明治36年）11月15日 - 1984年（昭和59年）3月3日）は、昭和期の俳人。高浜虚子の次女。虚子に師事し、初の女性主宰誌『玉藻』を創刊・主宰した。虚子一族で特に評価の高い人物。女性俳人では同時期に活躍した中村汀女・橋本多佳子・三橋鷹女とともに四Tと称された。星野立子の名を冠する俳句賞として、星野立子賞・星野立子新人賞が設けられている。

## 経歴

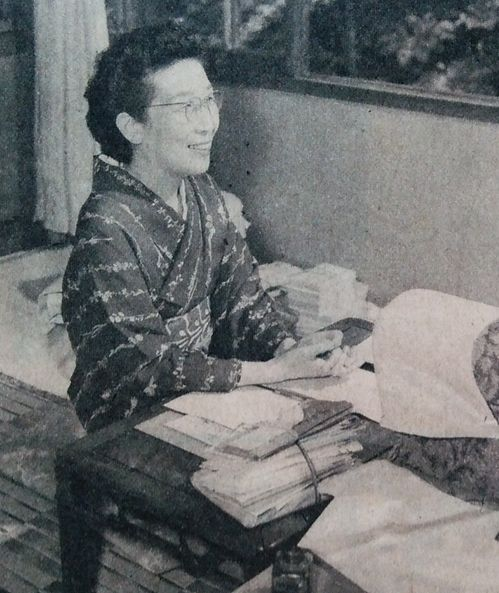
『アサヒグラフ』 1952年7月2日号より

東京府麹町区富士見町（現・東京都千代田区）に生まれる。父高浜虚子、母いとの次女。7歳のとき鎌倉に移る。1924年、東京女子大学高等学部卒業。1925年に作家で『文学界』主宰星野天知の息子、鎌倉彫職人の星野吉人と結婚、『ホトトギス』発行所および文化学院に就職する。1926年3月、虚子の薦めで作句をはじめる。1930年2月、長女早子（のちの星野椿）誕生。6月、虚子の勧めにより、初の女性による主宰誌『玉藻』を創刊する。1932年、『ホトトギス』同人。
1953年、3月から2か月半にわたり北米・ブラジルを訪れる。1956年4月、政府文化使節としてインド・ヨーロッパを1か月間訪問する。1959年4月、虚子の死没により朝日俳壇選者を継承する。1969年4月、妹の高木晴子とともにふたたび北米・ブラジルを訪れる。1970年10月、脳血栓により倒れ、翌年3月まで入院する。このため1983年7月まで晴子が『玉藻』の代選をした。1975年、勲四等宝冠章受章。1984年3月3日、直腸癌により死去。鎌倉の寿福寺に葬られ、「雛飾りつゝふと命惜しきかな」自筆句碑もここに建てられている。
2001年、ゆかりの鎌倉市二階堂に鎌倉虚子立子記念館が開館した。
2012年、上廣倫理財団により立子の名を冠した星野立子賞が設立された。

## 作品
- 昃（ひかげ）れば春水の心あともどり
- ままごとの飯もおさいも土筆かな
- 囀(さえず)りをこぼさじと抱く大樹かな
- 朴の葉の落ちをり朴の木はいづこ
- 父がつけしわが名立子や月を仰ぐ
- しんしんと寒さがたのし歩みゆく
- 美しき緑走れり夏料理
- 雛飾りつゝふと命惜しきかな

などが代表句であり、明るく伸びやかな感性の日常詠を特色とする。立子は自ら進んで認めたように、虚子の唱える客観写生、花鳥諷詠の忠実な実践者であった。虚子は自身の子女のなかで句作を「私の方から勧めたのは、星野立子一人である」（『晴子句集』序文）と書いており、また『立子句集』（1937年）の序文では「自然の姿をやはらかい心持で受け取ったまゝに諷詠するといふことは立子の句に接してはじめて之ある哉といふ感じがした。写生といふ道をたどつて来た私はさらに写生の道を立子の句から教はつた感じる」と高く評価した。
山本健吉は「朴の葉の」の句を評して、「ありふれた日常語の使用や、口語的な発想は、立子の句の一つの特徴をなすもので、虚子の句が持っている即興詩的側面を、立子は承けついでいると言えよう」と書いている。後年は主観的、心理的な要素を加えるようになり、虚子は昭和10年頃からの立子の句について、それまでの「明るい鏡に写しとつたやうな景色を写生した句」が「作者の感情に動くままに景色を描くといつた句になつて来た」（「玉藻」1925年11月号）と評している。

## 著書

### 句集
- 立子句集（玉藻社、1937年）
- 続立子句集 第一（青柿堂、1947年）
- 続立子句集 第二（同上）
- 笹目（七洋社、1950年）
- 実生（玉藻社、1957年）
- 春雷（東京美術、1969年）
- 句日記Ⅰ（同上、1973年）
- 句日記Ⅱ（同上、1974年）
- 露の世（玉藻社、1985年）

### その他
- 玉藻俳話（六興出版部、1943年）
- 俳小屋（宝文館、1958年）
- 虚子一日一句（朝日新聞社、1965年）
- 大和の石仏（淡交社、1965年）

### 全集
- 星野立子全集（全六巻、梅里書房、1998年‐）